# Spam Island
Spam Island är en ö i Kiribati.   Den ligger i Kantonatollen i ögruppen Phoenixöarna, i den västra delen av landet, 1 800 km öster om huvudstaden Tarawa.
Terrängen på Spam Island är varierad. Öns högsta punkt är 4 meter över havet. 